# التهاب عروقی تاکایاسو
آرتریت تاکایاسو (به انگلیسی: Takayasu's_arteritis) یا سندرم قوس آئورت بیشتر رگ‌های بزرگ (عمدتاً آئورت و شاخه‌های آن و عروق اصلی ریه) را درگیر می‌کند. گاه از این بیماری با نام‌های گرانومالوتوز و یا بزرگی سلول یاد می‌شود تا ناهنجاری اصلی میکروسکپی (ضایعات ندولی کوچکی که در اطراف سلول‌های بزرگ خاصی در دیواره رگ به وجود میآید) توصیف شود . این بیماری در خانم های جوان بیشتر دیده میشود.

## شیوع بیماری
آرتریت تاکایاسو سومین واسکولیت شایع در کودکی (بعد از پورپورای هنوخ شوئن لاین و کاوازاکی) می‌باشد. البته بیشتر در زنان آسیایی جوان (بین ۱۵ تا ۳۰ سال) مشاهده می‌شود. دختران ۹–۸ برابر بیشتر از پسرها مبتلا می‌شوند.

## علائم اصلی بیماری
علایم اولیه بیماری شامل تب، بیحالی و ضعف، کاهش وزن، درد عضلانی و مفصلی و عرق شبانه است. آنمی و افزایش شاخص‌های آزمایشگاهی التهاب مانند (ESR) نیز دیده می‌شود. هرچه التهاب رگ افزایش پیدا کند علائم کاهش خون رسانی عضو مشخص تر می‌شود. کاهش نبضهای محیطی، اختلاف فشار خون در اندام‌های مختلف، وجود سوفل در محل تنگی عروق و درد شدید و ناگهانی انتهاها (لنگیدن) علایم متداول در فاز مزمن هستند. تنگ شدن شریان‌های کلیه موجب افزایش فشار خون، درگیری ریه موجب درد قفسه صدری و اختلال خونرسانی به مغز موجب علایم مختلف عصبی و چشمی می‌شود. آنوریسم و پدیده رینود نیز ممکن است روی دهند.

## تشخیص
بررسی‌های اولتراسوند با استفاده از داپلر برای نشان دادن درگیری عروق نزدیک به قلب مفید است ولی غالباً قادر به نشان دادن درگیری رگ‌های محیطی تر نمی‌باشد. غالباً مشاهده کلیه رگ‌های اصلی توسط (pan-aortography) و در مورد رگ‌های ریه (pulmonary angiography) لازم است تا بتوان وسعت درگیری عروقی را ارزیابی نمود.

## درمان
درمان با کورتیکواستروئید خوراکی (مانند پردنیزون) (با دوز بالا) و داروهای تضعیف‌کننده ایمنی مانند سیکلوفسفاماید است.